# Genregulation
Genregulation bezeichnet in der Biologie die Steuerung der Aktivität von Genen, genauer die Steuerung der Genexpression. Sie bestimmt, ob das von dem Gen codierte Protein in der Zelle gebildet wird, zu welcher Zeit und in welcher Menge. Dabei gibt es verschiedene Ebenen, auf denen die Regulation stattfinden kann: Als „Genexpression“ wird der gesamte Prozess des Umsetzens der im Gen enthaltenen Information in das entsprechende Genprodukt bezeichnet. Dieser Prozess erfolgt in mehreren Schritten. An jedem dieser Schritte können regulatorische Faktoren einwirken und den Prozess steuern.
Bei Prokaryoten dient die Genregulation zu großen Teilen einer Anpassung an eine wechselnde Umgebung, zum Beispiel an ein vermindertes Sauerstoff- oder ein wechselndes Nährstoffangebot. Eukaryotische Zellen sind bis auf die Protisten weniger stark darauf angewiesen, auf schwankende Umweltbedingungen zu reagieren, haben dafür aber die schwierige Aufgabe, bei mehrzelligen Organismen die Entwicklung zu steuern. Hierfür muss gewährleistet sein, dass zum richtigen Zeitpunkt im richtigen Gewebe in den richtigen Zellen die notwendigen Gene aktiviert werden. In ausdifferenzierten Zellen hat das einmal festgelegte Expressionsprogramm dann deutlich weniger Regulationsbedarf.
Die grundlegenden Prinzipien der Genregulation sind in allen Zellen gleich, es gibt jedoch sowohl bei Prokaryoten als auch bei Eukaryoten jeweils Besonderheiten. Zum Beispiel sind in Bakterien Gene häufig in Operons organisiert, welche in Eukaryoten sehr selten vorkommen. Eukaryoten besitzen dagegen Mechanismen zur Prozessierung von Transkripten, die zusätzliche Ansatzpunkte von regulatorischen Faktoren bieten.

## Schritte der Genexpression
An den nachfolgend aufgeführten Schritten der Genexpression wird die Regulation umgesetzt:
- Chromatinmodifikation
- DNA-Methylierung
- Initiation der Transkription
- Elongation (Pausieren, pausing)
- Termination der Transkription
- Capping (bei Eukaryoten)
- Polyadenylierung (bei Eukaryoten)
- Spleißen (bei Eukaryoten)
- Transport ins Cytoplasma (bei Eukaryoten)
- Lokalisation in der Zelle (bei Eukaryoten)
- Stabilität der mRNA im Cytoplasma
- Initiation der Translation
- Elongation der Translation
- Reifung und Transport der Proteine
- Stabilität der Proteine
- Posttranslationale Modifikationen an den synthetisierten Proteinen

### Chromatin
Bei Eukaryoten ist die genomische DNA teilweise um Histone gewickelt. Die Modifikation von Histonen bewirkt eine Veränderung der entfalteten und zur Transkription verfügbaren Bereiche der DNA. Die DNA-Methylierung inaktiviert Gene bei Eukaryoten. Histonmodifikation und DNA-Methylierung sind Teil des epigenetischen Codes einer Zelle.

### Initiation der Transkription
Durch Steuerung des Transkriptionsstartes wird die generelle Entscheidung gefällt, ob das Gen exprimiert (abgelesen) wird oder nicht, und zum Teil auch schon, wie viele mRNA-Moleküle entstehen sollen. Diese Entscheidung wird an den regulatorischen Sequenzen gefällt. Es handelt sich um Bereiche der DNA, die in unmittelbarer Nähe des Gens oder auch weiter weg liegen können (der Promotor), die jedoch selbst nicht transkribiert werden. An diese regulatorischen Sequenzen können Proteine binden, die die Transkription aktivieren oder hemmen (reprimieren). Diese Schlüsselproteine heißen Transkriptionsfaktoren, und sie ermöglichen der Zelle, Gene durch einen grundlegenden Mechanismus an- oder abzuschalten. Ein Transkriptionsfaktor, der die Bindung der RNA-Polymerase fördert, wird als Aktivator bezeichnet. Ein Transkriptionsfaktor, der ihre Bindung hemmt, wird Repressor genannt. Die entsprechenden repressiven DNA-Sequenzen werden als Silencer bezeichnet.
Nach der Bindung der spezifischen Transkriptionsfaktoren an den Promotor bzw. Enhancer kommt es zu einer Änderung der Konformation des Chromatins. Dadurch wird es weiteren Proteinen ermöglicht, so genannten basalen Transkriptionsfaktoren, ebenso an die DNA zu binden. Die basalen Transkriptionsfaktoren rekrutieren dann die RNA-Polymerase und die Transkription des Gens wird gestartet. Die specificity factors sind Proteine, die die Bindungsspezifität der RNA-Polymerase modulieren. Bindet ein Repressor an die regulatorischen DNA-Bereiche, verhindert er, dass sich weitere Transkriptionsfaktoren anlagern und behindert so eine Aktivierung des Gens. Eine weitere Form der Repression ist die so genannte transkriptionelle Interferenz. Hierbei befindet sich vor dem Promotor des Gens ein zweiter Promotor. Ist dieser aktiv, lagert sich an diesen die RNA-Polymerase an und synthetisiert nichtcodierende RNA. Durch diese Transkription wird die Transkription des eigentlichen Gens verhindert. Ein Sonderfall der Transkriptionsregulation ist die Katabolitrepression.

### Termination der Transkription
Für das Beenden der Transkription haben sich bei Pro- und Eukaryoten verschiedene Regulationsmechanismen herausgebildet. Die Effizienz der Termination ist entscheidend dafür, wie viele mRNA-Moleküle von dem Gen entstehen können, denn wenn die Polymerase nicht schnell genug vom DNA-Strang abfällt, kann, grob gesagt, das nächste Polymerase-Molekül nicht nachrücken und die Produktion der mRNA-Moleküle wird verlangsamt.

#### Termination bei Prokaryoten
Bei Prokaryoten unterscheidet man die „Rho-unabhängige“ und die „Rho-abhängige“ Termination. Außerdem gibt es einen Mechanismus, bei dem die Polymerase bald nach Transkriptionsbeginn wieder von der DNA abfällt, die Attenuation.

- Einfache Termination: Die Rho-unabhängige oder einfache Termination nutzt Terminationssequenzen am Ende des Gens bzw. im 3'-UT-Bereich des Transkripts. Diese Sequenzen bestehen aus einem GC-reichen Abschnitt und einer Folge von Uridinresten und können eine Haarnadelstruktur bilden, gefolgt von mehreren Uridinen zur Bindung von Hfq.[1] Man kann sich dies als eine Schleife vorstellen, die dadurch zustande kommt, dass Nukleotide eines RNA-Abschnitts mit Nukleotiden desselben Strangs durch interne Basenpaarung verbunden werden und so doppelsträngig deren Stamm bilden. Die Ausbildung der Haarnadelschleife wirkt zurück auf die RNA-Polymerase, die diese Sequenzen gerade erst erzeugt hat, sodass sie anhält und sich mit dem PolyU-Abschnitt der mRNA von der DNA-Strangvorlage ablöst. Diese RNA besitzen keinen PolyA-Schwanz.[2]
- Rho-abhängige Termination:[3][4] Die Rho-abhängige Termination benutzt ein weiteres Protein, den Rho-Faktor. Der bildet einen hexameren Komplex um einsträngige RNA, sodass rund 70 bis 80 Nukleotide des RNA-Stranges als zentrale Achse umschlungen werden. Unter Verbrauch von ATP bewegt sich der Rho-Faktor dann zunächst an der naszierenden (entstehenden) mRNA entlang, bis er auf die RNA-Polymerase trifft. Dort tritt er in Kontakt zur DNA, trennt das von der RNA-Polymerase hergestellte DNA-RNA-Hybrid auf, ähnlich einer Helicase, und damit auch die Polymerase von der DNA-Vorlage.[5] Die RNA-Polymerase fällt ab und die Transkription ist beendet. Der Rho-Faktor muss sich dafür schneller an der mRNA entlang bewegen als die ihn bildende Polymerase. Da die Polymerase sich nicht gleichförmig an der DNA entlang bewegt und bei einzelnen RNA-Syntheseschritten zwischendurch etwas verlangsamt, wird es dem Rho-Faktor möglich aufzuholen.
- Attenuation: Bei der Attenuation wird eine begonnene Transkription vorzeitig abgebrochen, wenn die soeben gebildete mRNA durch interne Basenpaarung eine haarnadelförmige Sekundärstruktur als Terminationssignal ausbildet. Die RNA-Polymerase löst sich dann von der DNA-Vorlage, noch bevor Strukturgene abgelesen wurden, denn die Attenuatorsequenz liegt im 5'-UT-Bereich am Anfang des Transkripts. Neben denen für das mögliche Terminationssignal enthält dieser Bereich dann oft mehrere weitere regulatorische Sequenzen, die dessen Bildung unter bestimmten Bedingungen verhindern können und so die Transkription erlauben. Das kann beispielsweise der Fall sein, wenn ein verzögert nachrückendes Ribosom gewisse Positionen auf dem bereits gebildeten mRNA-Abschnitt einnimmt, die eine Faltung zur terminierenden Haarnadelstruktur unmöglich machen.[6]

#### Termination bei Eukaryoten
Die drei verschiedenen eukaryotischen RNA-Polymerasen (I, II und III) nutzen verschiedene Terminationsmechanismen, die noch nicht besonders gut untersucht sind. Es sind jedoch einige Gemeinsamkeiten und Unterschiede zur Termination bei Bakterien bekannt:
- Die RNA-Polymerase I, die rRNA-Gene transkribiert, benötigt einen Rho-ähnlichen Terminationsfaktor, der allerdings nicht an die RNA, sondern stromabwärts an die DNA bindet.
- Die RNA-Polymerase II, die die mRNA transkribiert, beendet die Transkription vermutlich erst, wenn die Polyadenylierung erfolgt (siehe nächster Abschnitt).
- Die RNA-Polymerase III, die die tRNA-Gene transkribiert, beendet die Transkription nach dem Einbau einer Reihe von Uracil-Nukleotiden.

### RNA-Prozessierung

#### Capping
Beim Capping wird 7-Methyl-Guanosin am 5'-Ende der prä-mRNA synthetisiert, was die Stabilität und die spätere Translation der RNA beeinflusst.
Die 5'-Cap-Struktur erleichtert die Anlagerung der fertigen mRNA an das Ribosom in der Translation (Initiation).

#### Polyadenylierung
Fast alle mRNAs von tierischen Zellen tragen einen Poly(A)-Schwanz. Der Vorgang der Anheftung dieses Schwanzes wird als Polyadenylierung bezeichnet. Ähnlich wie die Termination der Transkription hängt die Stärke der Transkription von der Effizienz des Polyadenylierungsmechanismus ab. Wenn die Anheftung des Poly(A)-Schwanzes nicht richtig funktioniert, wird die mRNA nicht etwa im Zellkern angehäuft, sondern schnell abgebaut. Hier können also regulatorische Faktoren ansetzen.

#### Spleißen
Beim Spleißen werden Introns aus der prä-mRNA entfernt und die verbleibenden Exons zusammengefügt. Für diesen Vorgang, der vom Spleißosom durchgeführt wird, gibt es bei vielen Genen Alternativen, auch Alternatives Spleißen genannt. Regulatorische Faktoren bestimmen, welche Introns gespleißt werden sollen und bestimmen so, wie die fertige mRNA aussehen wird.

### Transport ins Cytoplasma
Der Transport der mRNA ins Cytoplasma erfolgt durch Poren in der Kernhülle. Nur fertig prozessierte mRNAs werden mit dem 5'-Ende voran durch die Kernpore geschleust und im Cytoplasma sofort mit Ribosomen besetzt. Hierzu wird die mRNA mit verschiedenen Proteinen zu einem hnRNP-Komplex zusammengefügt, der als fertiger mRNP durch die Kernporen wandern kann. Die Effizienz dieses Vorgangs bestimmt die Geschwindigkeit und die Menge an fertigen mRNAs, die ins Cytoplasma gelangen, und kann von Faktoren reguliert werden.

### Initiation der Translation
Der Beginn der Translation ist bei einigen Genen der wichtigste Regulationsschritt, bei anderen spielt er kaum eine Rolle. Bei Eukaryoten wie auch bei Prokaryoten wird zunächst ein aus verschiedenen Proteinen bestehender Präinitiationskomplex gebildet, der mit der kleinen Untereinheit eines Ribosoms interagiert. Dieser Komplex erkennt dann die Translationsstartstelle. Die Möglichkeiten der Regulation sind hierbei wiederum sehr vielfältig. Sie reichen von der Verwendung spezifischer Initiationfaktoren bis hin zu einer generellen Abschaltung der Initiation, die erreicht werden kann, indem ein Serinrest eines Proteins des Präinitiationskomplexes (eIF2) phosphoryliert wird.
Die Translation einiger mRNAs kann auch durch antisense-RNAs blockiert werden, die sich komplementär an den 5'-Bereich der RNA anlagert und dadurch die Bindung der kleinen ribosomalen Untereinheit verhindert. Auch microRNAs spielen bei der Translationsregulation eine große Rolle. Während der Translation gibt es z. B. in Prokaryoten beim trp-Operon die Attenuation als Regulationsmechanismus.

### Stabilität der mRNA
Nach der Initiation der Transkription und (bei einigen Genen) der Initiation der Translation ist die Regulation der Halbwertszeit einer mRNA ein weiterer Regulationsprozess. Die Konzentration einer mRNA hängt davon ab, wie schnell sie produziert wird und wie schnell sie wieder abgebaut wird. Wenn eine mRNA sehr stabil ist, kann die Proteinproduktion auch noch lange nach der Inaktivierung des Gens stattfinden. Für Proteine, die im Bedarfsfall schnell „ausgeschaltet“ sein müssen, also nicht mehr vorhanden sein dürfen, ist deshalb eine kurzlebige mRNA von Vorteil, z. B. mit AUUUA-Sequenzen, die durch Bindung von RNasen einen Abbau beschleunigen. Die Stabilität einer mRNA wird unter anderem dadurch bestimmt, dass im untranslatierten 3'-Bereich des Transkripts mehrere AUUUA-Sequenzen vorkommen. Je mehr davon vorhanden sind, desto schneller wird die RNA abgebaut. Ein weiterer wichtiger Faktor für die Stabilität der mRNA ist die Länge des Poly(A)-Schwanzes. Je kürzer dieser ist, desto geringer die Halbwertszeit. Ein weiterer Mechanismus, der die mRNA Stabilität kontrolliert, ist der Nonsense-mediated mRNA Decay, der vorzeitige Stopcodons in der mRNA erkennt und deren Expression als verkürzte Proteine verhindert.
Die meisten bakteriellen mRNAs haben nur eine Halbwertszeit von wenigen Minuten. Ausdifferenzierte eukaryotische Zellen haben zum großen Teil weniger Genregulationsbedarf (siehe oben), die mRNA-Moleküle vieler Gene erreichen Halbwertszeiten von mehreren Stunden. Andere eukaryotische Gene, die nur kurzfristig benötigt werden (zum Beispiel Hormone oder Cytokine), werden stoßartig exprimiert.

### Stabilität der Proteine
Bei kurz wirkenden Genen enthalten Proteine Aminosäuren oder Aminosäuresequenzen, die den Abbau eines Proteins beschleunigen, z. B. bestimmte Aminosäuren nach der N-End Rule, PEST-Sequenzen oder Proteaseschnittstellen.

## Epigenetische Regulation
Es gibt auch Gene, bei denen die Information darüber, ob das Gen in den Tochterzellen aktiviert oder reprimiert werden soll, nicht direkt in dem Gen vorliegt oder durch das Gen vermittelt wird, sondern durch die Transkriptionsfaktoren, die es regulieren. Die Transkriptionsfaktoren werden sozusagen „mitvererbt“. Mit diesen Mechanismen beschäftigen sich die Epigenetik und das Imprinting.

## Besondere Regulationsmechanismen
- Autoregulation
- Genregulation bei Entwicklungsvorgängen

Bestimmte Gene werden immer exprimiert und haben somit keinen Regulierungsbedarf, diese werden als Housekeeping-Gene bezeichnet.

## Genregulatorische Bereiche
Im Gen oder zum Gen gehörig gibt es bestimmte Bereiche, die für eine Regulation zuständig sind. Diese sind
- Promotor
- Operator
- Cis-Elemente, wie Silencer oder Enhancer